# Student World Impact Film Festival
El Student World Impact Film Festival o SWIFF es un festival de cine internacional anual fundado por el estudiante Mark Leschinsky que se enfoca en exhibir películas creadas por cineastas con un fuerte énfasis en temas sociales. Es la plataforma líder mundial en transmisión de películas para estudiantes. Leschinsky recibió un Diana Award en 2023 por esta iniciativa.

## Acerca de
El Student World Impact Film Festival fue creado por primera vez en 2020 por Leschinsky con el objetivo de alentar a los estudiantes cineastas a abordar cuestiones sociales y ambientales apremiantes a través de su narración creativa. En marzo de 2022, obtuvo la certificación como organización sin fines de lucro 501(c)(3)  Desde entonces, ha crecido hasta convertirse en un evento destacado entre otros festivales de cine estudiantil, selecciona más de 12.000 películas al año en 120 países diferentes.

## Ubicación
El Student World Impact Film Festival tiene su sede en los Estados Unidos en el Estado de Nueva Jersey. Tiene un apartado postal en Waldwick, Nueva Jersey. El 11 de marzo de 2023, el festival recibió el apoyo y reconocimiento del Gobernador de Nueva Jersey, Phil Murphy 

## Formato del festival
El festival suele durar aproximadamente una semana, durante la cual se proyecta una amplia variedad de películas. Estas películas cubren una amplia gama de temas, que incluyen, entre otros, la sostenibilidad ambiental, la justicia social, los derechos humanos y la diversidad cultural. Además de las proyecciones de películas, SWIFF suele organizar paneles de discusión, sesiones de preguntas y respuestas con cineastas, talleres y otros eventos que facilitan las conversaciones sobre los temas explorados en las películas. Los oradores suelen ser estudiantes de colegios o universidades de los Estados Unidos. En el pasado, SWIFF ha acogido a oradores de la Universidad de Harvard, la Universidad de Yale, la Universidad de Columbia, la Universidad de Princeton y el American Film Institute .

## Ganadores

### Mención del jurado

##### 2022
King Max, cortometraje de ficción de Adèle Vincenti-Crasson

### Mención de Honor

#### 2022
- Chase, de Jorge Sans Martin[10]
- Patches, de David Villarrubia Lorenzo[10]
- Cita con Diego, mediometraje de Lucas Morales [11] [12]

##### 2023
- Eclipse, cortometraje de animación de Léna Stein [13]
- The Venus chained, mediometraje documental de Guillaume Gevart [14] [15]

## notas y referencias
1. ↑  «North Jersey teen named a 'visionary' for starting an international student film fest». North Jersey Media Group (en inglés estadounidense). Consultado el 5 de noviembre de 2023.
2. ↑  The 2023 Diana award roll of honour on diana-award
3. ↑  Prince William and Prince Harry Unite for Award in Name of Late Mother Princess Diana on people.com
4. 1 2  «Student World Impact Film Festival (SWIFF) - GuideStar Profile». www.guidestar.org. Consultado el 5 de noviembre de 2023.
5. ↑  by. «SWIFF 2023: Global Storytelling thru Film – UVI VOICE 2.0» (en inglés). Consultado el 5 de noviembre de 2023.
6. ↑  «Prudential Congratulatory Letter from Governor Murphy».
7. ↑  «2022-23 Impact Report» (pdf). Student World Impact Film Festival.
8. ↑  «Cine-Cardinals: Six Students Selected for Film Festival Screenings». UIW Main Site (en inglés). Consultado el 5 de noviembre de 2023.
9. ↑  «Prix et sélections en festival 2022 des films étudiants de la Femis». femis.fr (en francés)..
10. 1 2  «Chase y Parches Mención de Honor en Students World Impact Film Festival». https://esdipanimation.com/.
11. ↑  «Des films à l’honneur avec Philippe Hédoux». LePetitJournal.net (en francés).
12. ↑  «Rendez-vous avec Diego». Prime Video (en francés).
13. ↑  «Découvrez "Eclipse", le court-métrage d'animation primé au festival international SWIFF». france3-regions.francetvinfo.fr/ (en francés).
14. ↑  «Le film « Les Vénus Enchaînées » réalisé par Guillaume Gevart remporte une mention honorable au festival international SWIFF 2023». JustFocus.fr (en francés).
15. ↑  «Nantes. Le réalisateur nantais Guillaume Gevart reçoit une mention honorable au SWIFF 2023». FranceLive.fr (en francés).

## Otros sitios web
- (en) El productor Dylan Besseau recibe una mención de honor en SWIFF 2023, en The Washington Mail
- (en) 'Kindness Right Back At You' de Frank Dzikunu nominada para el Student World Impact Film Festival 2023, en theghanareport.com
- (pt) Película producida por Marcela Coêlho, estudiante de SP, premiada en el Student World Impact Film Festival, en spescoladeteatro.org.br
- (en) Se anuncia el premio finalista al mejor documental en el Student World Impact Film Festival 2023, en yorku.ca
- (en) “The Recess” nominada en Student World Impact Film Festival / 147° Selección Oficial, en stage32.com
- (en) La presentación del estudiante obtiene reconocimiento en Student World Impact Film Festival, en psu.edu
- (en) Festival de Cine de Impacto Mundial Estudiantil 2023 : surgimiento de nuevos talentos, en Big News Network

- Datos: Q120763684